# Brandbu/Jaren
Brandbu/Jaren este o localitate situată în partea de sud-est a Norvegiei, în provincia [[Innlandet]. Localitatea a luat naștere prin fuziunea fostelor așezări Brandbu și Jaren. Este reședința comunei Gran și are suprafață de 5,21 km² și o populație de 4.612 locuitori (2013). Stație de cale ferată pe linia Gjøvik, care leagă localitatea Gjøvik de capitala norvegiană.